# Kościół św. Michała Archanioła w Gierałcicach
Kościół im. św. Michała Archanioła – drewniany, zabytkowy kościół filialny, należący do parafii ewangelicko-augsburskiej w Wołczynie, położony we wsi Gierałcice.

## Historia kościoła
Pierwszym obiektem sakralnym we wsi była kaplica grobowa rodziny Gierałtowskich wybudowana na przełomie XV i XVI wieku. W 1560 roku kaplica została przejęta przez ewangelików, którzy w 1617 roku przebudowali ją na kościół. Obecna świątynia została zbudowana w 1694 roku, choć istnieją też podejrzenia, że jest przebudowaną starszą konstrukcją. W latach 1822–1823 i w 1889 roku miały miejsce dwie kolejne przebudowy.

## Architektura i wnętrze

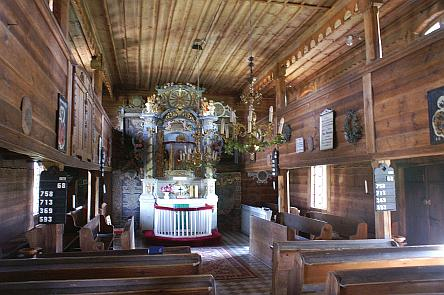
Wnętrze świątyni

Kościół jest konstrukcji zrębowej i sumikowo-łątkowej (ściany składające się z pionowych słupów, wykonanych z krawędziaków, umieszczonych pionowo, a między nimi osadzone są deski, w zależności od grubości ścian; zamiast desek, mogą być bale, także o różnej grubości ), orientowany, na ceglanym podmurowaniu. Kwadratowa wieża nad głównym wejściem jest konstrukcji słupowej. Nakryta jest dachem namiotowym i kryje w sobie dzwon z 1694 roku. Dach kościoła jest dwupołaciowy, pokryty gontem.
W przeciwieństwie do większości kościołów w województwie opolskim, świątynia jest tzw. kościołem salowym - nawa i prezbiterium są tej samej szerokości i wysokości, mają także to samo przekrycie. 
Strop jest płaski, tylko w zakrystii, belkowany. Nad zakrystią, znajduje się piętro ze składzikiem, posiadającym strop, z późnorenesansową polichromią. Przy bocznych ścianach nawy, stoją empory, oparte na 8 słupach, dźwigających strop. Między emporami, od wschodu jest nadwieszony chór muzyczny, z parapetem dekorowanym, malowanymi kartuszami herbowymi, z XVII wieku. Okna umieszczone są w dwóch kondygnacjach; w niektórych zachowały się kraty z zadziorami.
Ołtarz główny w formie ambony, znajdujący się w wydzielonej tzw. ścianie ołtarzowej, pochodzi z okresu baroku z  XVII wieku, podobnie jak barokową ambonę. Zdobią go postacie ewangelistów.
Organy w stylu klasycystyczno-ludowym, polichromowano w 1831 roku.
Na parapecie ambony umieszczono rzeźby Chrystusa Króla i czterech ewangelistów, z około połowy XVII wieku; w zwieńczeniu, rzeźbiona grupa Trójcy św. z XVIII wieku. Konfesjonał reprezentuje styl barokowo-ludowy. W kościele znajduje się tablica, poświęca mieszkańcom Gierałcic i okolic, poległym podczas I wojny światowej; przy świątyni znajduje się także kilka kamieni nagrobnych oraz cmentarz.